# Supertaça Cândido de Oliveira 1986
La Supertaça Cândido de Oliveira 1986 è stata la 8ª edizione di tale edizione, l'annuale incontro di apertura della stagione calcistica portoghese che vede di fronte i vincitori della Primeira Divisão della stagione precedente e della Taça de Portugal (o la finalista di quest'ultima in caso il vincitore di campionato e coppa coincidano).
Nella Supercoppa del 1986 si affrontarono il Benfica (campione della Primeira Divisão 1985-86) e il Porto, detentore della Taça de Portugal.
L'andata allo Stadio das Antas di Oporto del 19 novembre 1986 si concluse 1-1 per effetto delle reti di Fernando Gomes e Rui Pedro. Al ritorno il Porto si impose 2-4 e sconfisse il Benfica in casa allo stadio da Luz. Per i Draghi si tratta del quarto titolo in Supercoppa di Portogallo in bacheca.

## Tabellini

### Andata
| Arbitro: | Azevedo (Braga) |

|           |           |              |
| Gomes 32’ | Marcatori | 2’ Rui Pedro |

| Porto | Benfica |

#### Formazioni
| Porto       |   |                   |     |     |
|             |   |                   |     |     |
| P           | 1 | Zé Beto           |     |     |
| D           |   | João Pinto        |     |     |
| D           |   | Augusto Inácio    |     | 31’ |
| D           |   | Celso             |     |     |
| D           |   | Eduardo Luís      | 39’ |     |
| C           |   | Quim              | 79’ |     |
| C           |   | António André     |     |     |
| C           |   | Jaime Pacheco     |     |     |
| A           |   | Paulo Futre       |     |     |
| A           |   | Jaime Magalhães   |     |     |
| A           | 9 | Fernando Gomes () |     |     |
| Sostituti:  |   |                   |     |     |
| C           |   | António Sousa     |     | 31’ |
| Allenatore: |   |                   |     |     |
| Artur Jorge |   |                   |     |     |

| Benfica        |   |                    |     |     |
|                |   |                    |     |     |
| P              | 1 | Neno               |     |     |
| D              |   | António Veloso ()  |     |     |
| D              |   | Álvaro Magalhães   |     |     |
| D              |   | António Oliveira   |     |     |
| D              |   | Dito               |     |     |
| C              |   | Diamantino Miranda |     |     |
| C              |   | Adelino Nunes      |     |     |
| C              |   | Rui Pedro          |     | 87’ |
| A              |   | Michael Manniche   |     | 20’ |
| A              |   | Wando              | 82’ |     |
| A              |   | Chiquinho Carlos   |     |     |
| Sostituti:     |   |                    |     |     |
| D              |   | Samuel             |     | 87’ |
| A              |   | Rui Águas          |     | 20’ |
| Allenatore:    |   |                    |     |     |
| John Mortimore |   |                    |     |     |

### Ritorno
| Arbitro: | Valente (Setúbal) |

|                         |           |                                     |
| Diamantino 67’ Dito 88’ | Marcatori | 36’ Madjer 57’, 70’ Futre 81’ Gomes |

| Benfica | Porto |

#### Formazioni
| Benfica        |   |                    |  |     |
|                |   |                    |  |     |
| P              | 1 | Neno               |  |     |
| D              |   | António Veloso ()  |  |     |
| D              |   | Álvaro Magalhães   |  |     |
| D              |   | António Oliveira   |  | 64’ |
| D              |   | Dito               |  |     |
| C              |   | Diamantino Miranda |  |     |
| C              |   | Adelino Nunes      |  |     |
| C              |   | Rui Pedro          |  |     |
| A              |   | Chiquinho Carlos   |  |     |
| A              |   | Wando              |  | 60’ |
| A              |   | Rui Águas          |  |     |
| Sostituiti:    |   |                    |  |     |
| D              |   | Samuel             |  | 64’ |
| A              |   | César Brito        |  | 60’ |
| Allenatore:    |   |                    |  |     |
| John Mortimore |   |                    |  |     |

| Porto       |   |                   |  |     |
|             |   |                   |  |     |
| P           | 1 | Zé Beto           |  |     |
| D           |   | Celso             |  |     |
| D           |   | João Pinto        |  |     |
| D           |   | Eduardo Luís      |  |     |
| C           |   | Jaime Pacheco     |  |     |
| C           |   | António Frasco    |  | 82’ |
| C           |   | António André     |  |     |
| C           |   | Quim              |  |     |
| A           |   | Paulo Futre       |  |     |
| A           | 9 | Fernando Gomes () |  |     |
| A           |   | Rabah Madjer      |  | 72’ |
| Sostituiti: |   |                   |  |     |
| C           |   | António Sousa     |  | 72’ |
| C           |   | Elói              |  | 82’ |
| Allenatore: |   |                   |  |     |
| Artur Jorge |   |                   |  |     |